# Aniran
Anīrān oder Anērān ist ein ethno-linguistischer Begriff, der Nicht-Iraner oder Nicht-Iran bedeutet und im Gegensatz steht zu Ērān. Im Allgemeinen bezeichnet Anīrān(schahr) Länder, in denen keine iranische Sprache gesprochen wird. In einem pejorativen Sinn stand es für einen politischen und religiösen Feind Irans und des Zoroastrismus.

## Der Begriff Anīrān bei den Sassaniden
Der Begriff Anīrān (persisch انیران Anīrān/Anērān, auch نیران Nīrān/Nērān) stammt vom mittelpersischen Anērān (mittelpersisch 𐭠𐭭𐭩𐭥𐭠𐭭 ʾnyrʾn [Inschriftliche Pahlavi]) ab und ist das Antonym zu Ērān (mittelpersisch 𐭠𐭩𐭥𐭠𐭭 ʾyrʾn [Inschriftliche Pahlavi]), welches entweder das Volk oder den Staat der Sassaniden meinte. Im religiösen Kontext bezeichnete der davon abgeleitete Begriff Anēr eine Person, die nicht der Religion Zarathustras angehörte. Anēr waren Personen, die die Dēws anbeteten oder anderen Religionen angehörten. In den persischen Texten des 9. bis 12. Jahrhunderts wurden Araber und Türken und allgemein Muslime als Anēr bezeichnet.

### In Inschriften
Im offiziellen Gebrauch ist der Begriff Anīrān zum ersten Mal in einer Inschrift Schapurs (regierte von 241 bis 272) erwähnt. Darin bezeichnete sich Schapur als König der Könige von Ērān und Anērān. Mit Anērān ist stets die äußere Welt (außerhalb des Sassanidenreichs) gemeint, so Turan, die stets gefährdete Nordostgrenze nach Zentralasien und nicht zuletzt die Westgrenze zum römischen Imperium, dem Rivalen des spätantiken Perserreichs In einer anderen Inschrift bei Naqsch-e Rostam zählt Schapur Syria, Kappadokien und Kilikien, die er nach den Siegen über die römischen Kaiser Valerian und Philippus Arabs erobert hatte, als Länder Anīrāns auf.
Der Titel König der Könige von Ērān und Anērān blieb als Epitheton der nachfolgenden sassanidischen Herrscher erhalten. Dreißig Jahre nach Schapur führte der Oberpriester Kartir zusätzlich Kleinasien, Armenien, Albania und den Kaukasus in einer anderen Inschrift bei Naqsch-e Rostam in der Liste der Länder Anērāns auf. Armenien und der Kaukasus wurden jedoch vorher von Schapur noch als Länder Ērāns angesehen.

## Der Begriff Anīrān in der Avesta
Obwohl die Begriffe Anērān und Ērān zuerst von den Sassaniden erwähnt wurden, sind sie im Prinzip Jahrhunderte älter. Im Avesta taucht der Begriff als Anairya auf und bezeichnet die Turanier. Diese Turanier Anīrāns, die die traditionellen Feinde der avestisch sprechenden Menschen waren, erscheinen in der zoroastischen Kosmogonie und Kosmologie als das schädliche Volk der sechzehn Länder, die von dem bösen Gott Angra Mainyu erschaffen worden sind. Diese Länder liegen jenseits des Weltflusses Anahita, der die sechzehn Länder des guten Gottes Ahura Mazda umfließt. Eines dieser Länder ist Airyanem Vaejah, wo die Iraner leben.
In den zoroastischen Texten des 9. bis 12. Jahrhunderts ist der legendäre König und General der Turanier Afrasiab neben Azhi Dahaka und Alexander dem Großen der meistgehasste Feind, den Ahriman (der avestische Angra Mainyu) gegen die Iranier entsandt hat.

## Der Begriff Anīrān in der Schāhnāme
Das Schāhnāme des Poeten Firdausi greift die Assoziation Anīrāns mit den Turaniern wieder auf. Der Poet lokalisiert das Land Turan jenseits des Oxusflusses und identifiziert es mit dem Land der Türken. Davon abgesehen scheint aber bereits in der ausgehenden Spätantike der Begriff Turan im Sassanidenreich aufgegriffen worden zu sein, um das Land feindlicher Nomaden (Iranische Hunnen, Göktürken) jenseits des Flusses Oxus zu bezeichnen.
Firdausi zufolge liegt Anīrān nördlich seiner Heimat – Chorasan – und deckt sich fast mit der Lokalisierung Anīrāns aus dem Avesta. Eine Ausnahme bildet hierbei Sogdien, das nach Firdausi ebenfalls Anīrān ist, obwohl es in der Avesta als eines der Länder Ahura Mazdas auftaucht.
Gemäß der Überlieferung im Schāhnāme teilte der legendäre iranische König Fereydūn die Welt unter seinen drei Söhnen auf. Die westlichen Länder gingen an den ältesten Sohn Selm, die nördlichen Länder an Tur und die mittleren Länder an Iradsch. In der Überlieferung führte diese Aufteilung zu einem Familienkonflikt, in dem sich die zwei älteren Söhne Tur und Selm gegen Iradsch verbünden. Iradsch wird von seinen Brüdern umgebracht. Mit diesem Brudermord beginnt ein Rachefeldzug Manutschers, des Sohnes von Iradsch, an dessen Ende Selm und Tur sterben.
Für Firdausi sind die Turanier/Aniraner (er benutzt die Wörter oft abwechselnd) unbestreitbar die Feinde des Friedens. Ihr Konflikt mit den Iranern ist das Hauptthema des Schāhnāme und nimmt mehr als die Hälfte des Textes ein. Dabei werden die großen Helden und bewundernswerten Personen der Iraner oft von den Turanier umgebracht. So tötete nach dem Schāhnāme ein turanischer Räuber namens Tur-Baratur den 77-jährigen Propheten Zarathustra in der Stadt Balch.